# Kap Mackintosh
Das Kap Mackintosh ist ein niedriges, vereistes Kap zwischen der Lassiter- und Black-Küste des Palmerlands auf der Antarktischen Halbinsel. An der Nordspitze der Kemp-Halbinsel markiert sie östlich die Einfahrt zum Mason Inlet.
Wahrscheinlich wurde es im Dezember 1940 durch Wissenschaftler der United States Antarctic Service Expedition (1939–1941) entdeckt, als diese bei einer Erkundung der Küste die Kemp-Halbinsel fotografierten. Teilnehmer der Ronne Antarctic Research Expedition (1947–1948) nahmen in Zusammenarbeit mit dem Falkland Islands Dependencies Survey geodätische Vermessungen des Gebiets vor. Der FIDS benannte das Kap nach Neil A. Mackintosh (1900–1974), einem britischen Meeresbiologen und Ozeanographen.